# Louis Bouté
Louis Bouté, né le 25 février 1895 à Paris et mort le 10 avril 1965 à Montceaux-Ragny en Saône-et-Loire, est un syndicaliste et homme politique français, membre du Mouvement républicain populaire (MRP).

## Biographie
Fils d'un employé du chemin de fer, Louis Bouté devient cheminot à son tour.
Soldat pendant la Première Guerre mondiale, il perd une jambe lors des combats.
Membre la Confédération française des travailleurs chrétiens (CFTC), Louis Bouté participe activement à l’action syndicale clandestine pendant l’Occupation. Il devient membre du bureau fédéral des cheminots pour la période 1944-1946 et 1948-1951.
Aux élections du 21 octobre 1945 pour la première Assemblée nationale constituante, il figure en troisième position sur la liste du MRP conduite par Robert Lecourt et fait partie des quatre élus de la liste.
À l'Assemblée, il intègre la commission des pensions civiles et militaires et des victimes de la guerre et de la répression, et celle des moyens de communication et des PTT et déploie une grande activité.
La liste dont il fait partie, toujours en troisième position, aux élections du 2 juin 1946 pour la seconde Assemblée nationale constituante n'obtenant que deux sièges, Louis Bouté n'est pas réélu.

## Détail des fonctions et des mandats
Mandat parlementaire
- 21 octobre 1945 - 10 juin 1946 : député de la Seine

Mandat local
- 1945 - 1953 : conseiller général de la Seine